# Literatura bizantyńska epoki Laskarysów i Paleologów

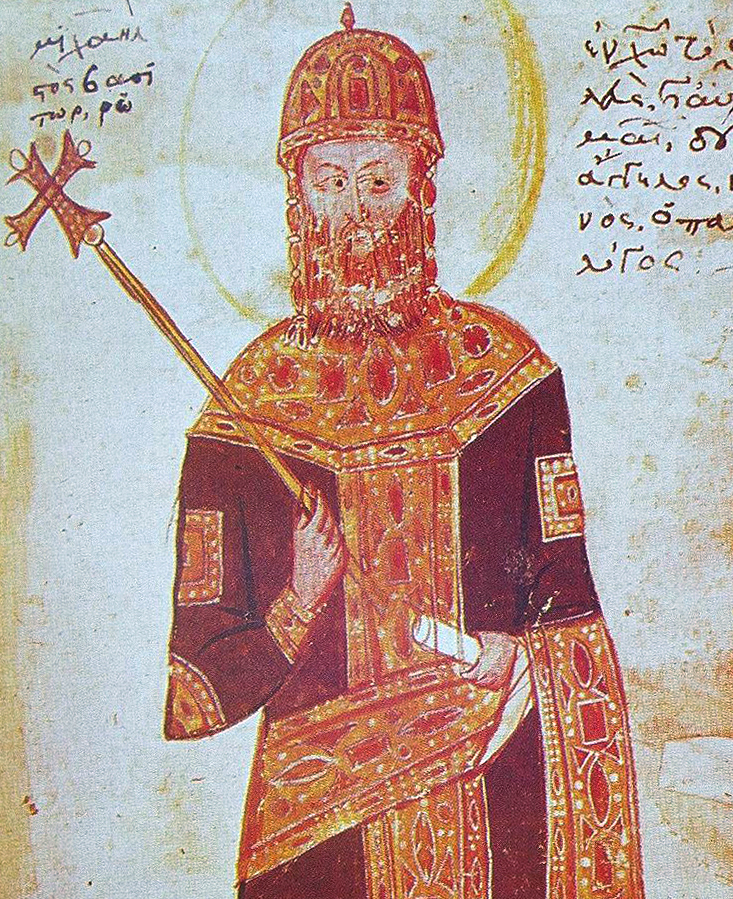
Michał VIII, pierwszy władca z dynastii Paleologów

Literatura bizantyńska epoki Laskarysów i Paleologów – ostatni okres literatury bizantyńskiej, od zdobycia Konstantynopola przez krzyżowców w 1204 roku do upadku Konstantynopola w 1453 roku.
Po zdobyciu Konstantynopola przez krzyżowców w 1204 roku, w następnych latach państwo bizantyńskie odrodziło się w Azji Mniejszej z centrum w Nicei. Lata istnienia Cesarstwa Nicejskiego były w literaturze przede wszystkim okresem zbierania rozproszonej spuścizny. Do najwybitniejszych autorów tego okresu należą historyk i teolog Niketas Choniates i polihistor Nicefor Blemmydes.
Po odzyskaniu w 1261 roku Konstantynopola przez cesarza Michała VIII Paleologa w kolejnych dziesięcioleciach miał miejsce rozkwit literatury bizantyńskiej. Wokół zawartej przez cesarza unii lyońskiej gwałtowne spory w latach 70. i 80. XIII wieku toczyli Jan XI Bekkos, Grzegorz II Cypryjczyk, Konstantyn Meliteniota i Jerzy Metochita. Jeden z architektów unii, Jerzy Akropolita, w Historii współczesnej opisał wydarzenia z lat 1203–1261. Jego uczeń Jerzy Pachymeres, za panowania następnego cesarza, kontynuował dzieło swego mistrza, doprowadzając je do 1308 roku. Na dworze Andronika II Paleologa tworzył też polihistor Teodor Metochita, autor traktatów filozoficznych, historycznych, historycznoliterackich i astronomicznych. Jego uczeń, Nicefor Gregoras, oprócz Historii rzymskiej pozostawił po sobie prace z zakresu teologii, filologii i astronomii. Współczesnym Pachymeresa i Metochity był Maksym Planudes, wydawca dzieł antycznych Greków, autor zbiorów wypisów z dzieł naukowych i poetyckich, tłumacz licznych dzieł łacińskich na język grecki. W następnym pokoleniu jego pracę kontynuowali Manuel Moschopul, Tomasz Magister, Demetriusz Trykliniusz, Jan Pediazym i patriarcha Jan XIII Glykys. W retoryce za panowania Andronika II zaznaczył się Nicefor Chumnos, zwolennik stylu klasycznego i drobiazgowego studiowania i naśladowania pisarzy antycznych. W poezji wyróżnili się szczególnie Manuel Holobol i Manuel Files. Rozkwit przeżywał też romans bizantyński, nawiązujący do literatury rycerskiej Zachodu, głównie Francji, oraz do wzorów orientalnych. Do najciekawszych romansów tego okresu należą Niezwykła opowieść o Beltandrze i Chrysantzy, Kallimach i Chrysorroe i Libistros i Rodamne. W połowie XIV wieku, w okresie wojen domowych, doszło do kolejnego gwałtownego sporu teologicznego, tym razem dotyczącego doktryny hezychastycznej. W początkową polemikę pomiędzy Grzegorzem Palamasem a Barlaamem z Kalabrii włączyli się – po stronie antypalamitów – patriarcha Jan XIV Kalekas, Grzegorz Akyndyn i Nicefor Gregoras, a po stronie Grzegorza Palamasa – cesarz Jan VI Kantakuzen, patriarcha Filoteusz Kokkin i jego współpracownik Nil Kabazylas. Na obrzeżach tego sporu tworzyli Demetriusz Kydones i Mikołaj Kabazylas.
Ostatnie dziesięciolecia istnienia Cesarstwa Bizantyńskiego, wobec osłabienia stolicy państwa przyniosły wzrost znaczenia ośrodków lokalnych. Na Rodos tworzył w tym czasie Emanuel Georgilas Limenites, tam też powstał zbiór Rodyjskich pieśni miłosnych. Z Krety pochodzą Zapiski i strofy Stefana Sachlikisa. Na dworze despotów Morei w Mistrze pisał swoją satyrę Mazaris. W Mistrze działał też przez wiele lat filozof i uczony Jerzy Gemist-Pleton, odnowiciel neoplatońskiego i ezoterycznego platonizmu i propagator pogańskiego hellenizmu, który mocno oddziałał na renesansowe Włochy. Próbę obrony Platona, już we Włoszech, podjęli uczniowie i następcy Pletona: Bessarion i Jan Argiropul. Ze stanowiska arystotelizmu zaatakował z kolei Pletona inny jego uczeń Gennadiusz II Scholar, w podobnym duchu pisał również Jerzy z Trapezuntu. W latach 40. i 50. falę gwałtownych polemik wywołało zawarcie unii florenckiej. W obronie unii pisali, oprócz Bessariona, patriarcha Konstantynopola Grzegorz III Mammas, Sylwester Syropul i Józef z Metony. Przeciwko unii wystąpili Marek i Jan Eugenikowie oraz patriarcha Gennadiusz II Scholar. Przełom XIV i XV wieku przyniósł ostatnie romanse oparte na wzorach francuskich Floriosa i Platzię Florę i Imberiosa i Margaronę. Jednocześnie dał się zauważyć zwrot ku tematom greckim: oprócz Achilleidy powstała Opowieść historyczna o Belizariuszu Emanuela Georgilasa Limenitesa. Popularnością przewyższyła wszystkie powstałe dotąd romanse, oparta na wzorach antycznych,  Opowieść o ciężko doświadczonym Apoloniuszu z Tyru. Historycy tego okresu różnili się stanowiskami. Jerzy Sfrantzes pisał swoją Kronikę z perspektywy Morei i dynastii Paleologów, związany z Lesbos Dukas zajmował stanowisko progenueńskie. Uczeń Pletona, Laonik Chalkokondyles napisał swój Wykład historii z pozycji tureckich. Ostatni wybitny historyk tego okresu Michał Kritobul był sekretarzem sułtana Mehmeda II i jego panowaniu poświęcił napisane przez siebie Dzieje. Z ostatnich lat istnienia Bizancjum pozostało też sporo świadectw dotyczących walk z Turkami: Opowiadanie o oblężeniu Konstantynopola Jana Kanana, Opowiadanie o zdobyciu Tesaloniki Jana Anagnosty, wierszowana Bitwa pod Warną Zotyka Paraspondyla oraz relacje związane ze zdobyciem Konstantynopola przez Turków w 1453 roku, wśród których najwcześniejszą jest wierszowane Zdobycie Konstantynopola, prawdopodobnie autorstwa Emanuela Limenitesa.

## Okres nicejski

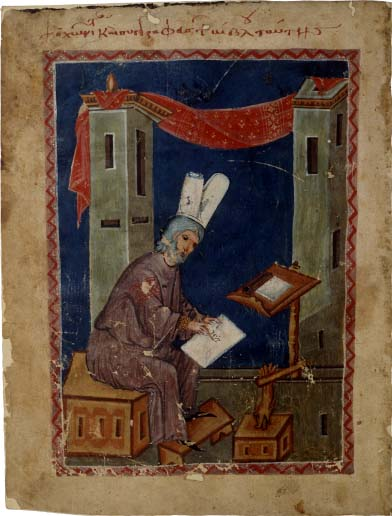
Niketas Choniates

Po zdobyciu Konstantynopola w kwietniu 1204 roku, Cesarstwo Bizantyńskie odrodziło się w Azji Mniejszej. Nowa dynastia Laskarysów za stolicę swego państwa obrała Niceę. Ze zdobytego Konstantynopola przedostał się do Nicei Niketas Choniates (ok. 1155 – ok. 1215) z pierwszą wersją swojej Historii obejmującej losy Cesarstwa od 1118 do 1204 roku. W Nicei Choniates ostatecznie ją opracował i uzupełnił, doprowadzając dzieło do roku 1206, drugiego roku panowania Henryka z Flandrii. Już na dworze Teodora I Laskarysa pisarz podjął pracę nad drugim swoim wielkim dziełem Skarbcem ortodoksji w 25 księgach przedstawiającym herezje i błędy doktrynalne w Kościele. Niketas napisał też wiele mów okolicznościowych i utwór poetycki Na zaślubiny Izaaka Angelosa z Małgorzatą, córką węgierskiego króla Beli III.
Za panowania cesarza Jana III Watatzesa (1222-1254) działał w Cesarstwie Nicejskim Nicefor Blemmydes (1197-ok. 1272). Po studiach filozoficznych, teologicznych i medycznych, podjął się on szukania rękopisów do założonej przez cesarza w Nicei biblioteki. Był nauczycielem późniejszego cesarza Teodora II Laskarysa. Blemmydes interesował się różnymi dziedzinami ludzkiej wiedzy. Do najsławniejszych jego prac filozoficznych należą Podręcznik logiki i fizyki i poświęcony cesarzowi Traktat (Lògos) – rzecz o obowiązkach panującego. W związku z zabiegami cesarza dotyczącymi zawarcia unii kościelnej napisał obszerne dwutomowe dzieło o pochodzeniu Ducha Świętego (księga pierwsza nosi tytuł Dowody, a druga Dysputa dogmatyczna). Napisał też szereg mniejszych traktatów teologicznych, komentarzy do Psalmów, dziełko Zarys geograficzny, dwie autobiografie i liczne wiersze o tematyce państwowej i religijnej.
Wśród pisarzy bizantyńskich tego okresu znaczące miejsce przypada też uczniowi Blemmydesa, cesarzowi (w latach 1254-1258) Teodorowi II Laskarysowi, autorowi pracy filozoficznej O jedności przyrody, w której wykazywał jedność przyrody pomimo panujących w niej sprzeczności i przeciwieństw oraz Teologii chrześcijańskiej, dzieła w 8 księgach, traktującego o Bogu, Trójcy Świętej i pochodzeniu Ducha Świętego. W O pochodzeniu Ducha Świętego skierowanym przeciw łacinnikom, Teodor II polemizował ze swym mistrzem. Napisał też szereg homilii i mów, pism o treści ascetycznej, modlitw i kanonów.

## Renesans Paleologów

### Spór o unię

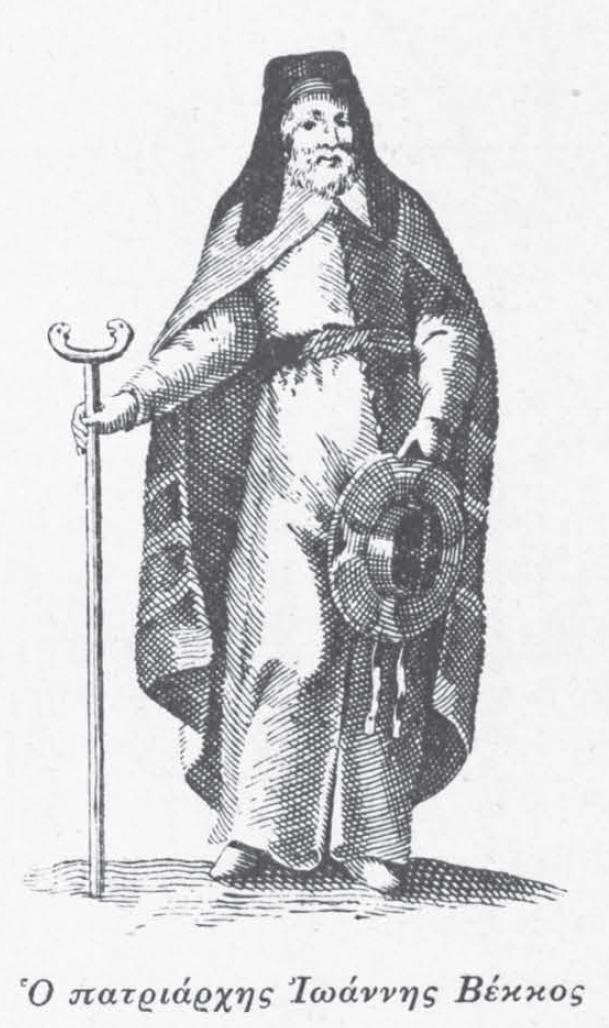
Jan XI Bekkos

W 1261 roku cesarz Michał VIII Paleolog odzyskał Konstantynopol. Wobec próby odbudowy Cesarstwa Łacińskiego przez koalicję jego przeciwników jednym z priorytetów jego polityki stało się zawarcie unii kościelnej z Rzymem, do której ostatecznie doszło na soborze w Lyonie w 1274 roku. Głównym teoretykiem unii za panowania Michała VIII był patriarcha Jan XI Bekkos (ok. 1225 – 1297), autor O jedności i pokoju Kościołów Starego i Nowego Rzymu, w której udowadnia, że greccy Ojcowie Kościoła uznawali pochodzenie Ducha Świętego również od Syna Bożego (Filioque). Bekkos jest również autorem Zbioru cytatów z pism Ojców Kościoła wskazujących, że Duch Święty pochodzi od Syna.
W 1282 roku, po śmierci Michała VIII, Bekkos został uwięziony. Przeciwko jego poglądom wystąpił wówczas nowy patriarcha Konstantynopola Grzegorz II Cypryjczyk (ok. 1241-1290) autor Księgi wiary. W obronie unii pisali uwięzieni wraz z Bekkosem Konstantyn Meliteniota (zm. 1307) w O pochodzeniu Ducha Świętego i Jerzy Metochita (zm. 1328) w Traktacie.

### Historycy i polihistorzy
Dzieło Choniatesa kontynuował po odzyskaniu Konstantynopola Jerzy Akropolita (1217-1282) – nauczyciel akademicki, poseł, wielki logoteta i przewodniczący delegacji bizantyńskiej na sobór lyoński. W swoim głównym dziele Historia współczesna opisał wydarzenia z lat 1203–1261, koncentrując się na losach Cesarstwa Nicejskiego i Łacińskiego. Jego współczesny, Teodor Skutariota, metropolita Kyzyku, napisał za panowania Michała VIII Przegląd historii, kronikę dziejów ludzkości od stworzenia świata do przywrócenia Cesarstwa Bizantyńskiego w 1261 roku. Na przełomie XIII i XIV wieku wierszowaną kronikę przedstawiającą cesarzy rzymskich od Kaliguli (37 r.) po Michała VIII Paleologa (1282 r.) napisał Efraim z trackiego Ajnos.
Za panowania Andronika II Paleologa Jerzy Pachymeres (1243-ok. 1310), uczeń Akropolity, polihistor i wysoki urzędnik cesarski napisał Dzieje współczesne, pracę historyczną w 13 księgach, obejmującą lata 1260-1308. W swoim dziele Pachymeres sporo miejsca poświęcił sporom teologicznym, dogmatycznym, a zwłaszcza zawartej w 1274 roku unii lyońskiej. Napisał ponadto pracę na temat systemu szkolnictwa bizantyńskiego zatytułowaną Quadrivium, zarys filozofii Arystotelesa, parafrazę Listów Dionizego Areopagity. Był też autorem Żywota Manuela Holobola, utworów retorycznych Progymnasmata i 13 mów na tematy polityczne.
Wielkim erudytą późniejszego okresu rządów Andronika II był Teodor Metochita (1270-1332), syn Jerzego Metochity, wielki logoteta od 1321 do 1328 roku. Głównym jego dziełem są Pisma różne, które składają się ze 120 rozpraw na tematy filozoficzne, historyczne i historycznoliterackie. Metochita pozostawił po sobie dwadzieścia utworów poetyckich. Jest też autorem utworów hagiograficznych, Zbioru komentarzy do Arystotelesa pozbieranych z różnych podręczników filozoficznych i Podstaw nauki astronomii.

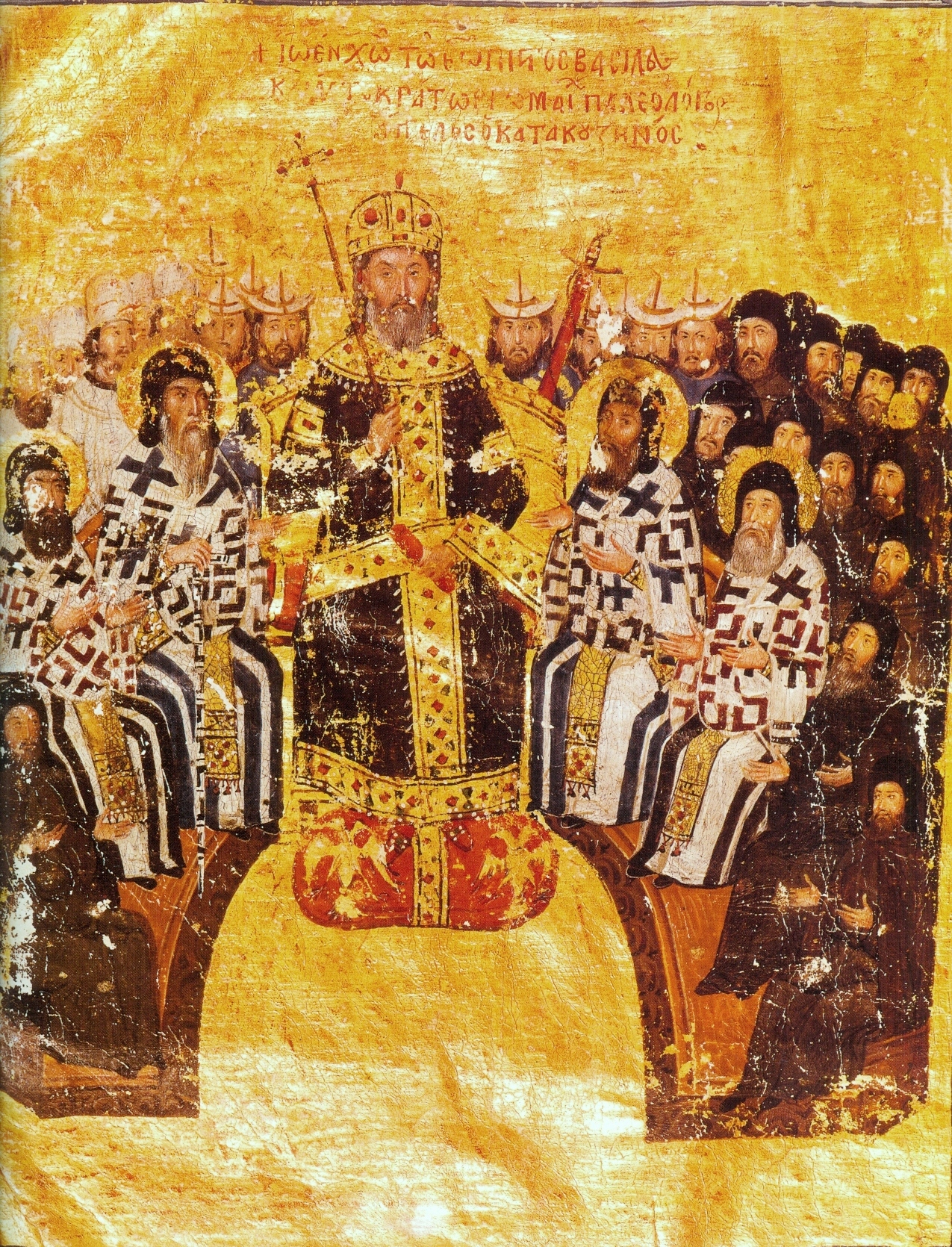
Jan VI Kantakuzen

Uczniem Teodora Metochity był inny bizantyński polihistor Nicefor Gregoras (1295-1359/1360) za panowania Andronika II chartofylaks i poseł cesarski, a pod koniec życia mnich. Najsłynniejszym dziełem Gregorasa jest Historia rzymska, dzieło w 37 księgach obejmujące okres pomiędzy 1204 a 1359 rokiem. Gregoras kontynuuje, a częściowo uzupełnia prace swoich poprzedników Jerzego Akropolitesa i Jerzego Pachymeresa w formie pamiętnika z filozoficznym komentarzem, szczegółowo opisując wydarzenia od 1320 roku. Oprócz historii Gregoras zajmował się również teologią, był zwolennikiem unii kościelnej i przeciwnikiem palamityzmu. Napisał liczne utwory hagiograficzne. Do jego prac filologicznych należą: Ćwiczenia gramatyczne, O ortografii oraz Komentarz do Odysei. Napisał też dwie prace z zakresu astronomii: Zachętę do astronomii i Przeciw wrogom astronomii.
Ostatnim wielkim historykiem tego okresu był Jan VI Kantakuzen, cesarz w latach 1347-1354. Już po zrzeczeniu się tronu i wstąpieniu do klasztoru napisał Historię lat 1320-1356, w 4 księgach, rodzaj pamiętnika, oparty na własnych notatkach, dokumentach archiwalnych i listach, będący apologią męża stanu, napisaną w obronie swoich rządów.

### Planudes i filolodzy
W szeregu znakomitych pisarzy bizantyńskich tego okresu szczególna rola przypada Maksymowi Palnudesowi (ok. 1255-ok. 1305) sekretarzowi i posłowi cesarza Andronika II. W 1285 roku Planudes został mnichem i założył w Konstantynopolu klasztor dla świeckich i szkołę przy bibliotece cesarskiej, w której rozwinął rozległą działalność filologiczną. Swoim współczesnym uprzystępnił w szerokim zakresie dzieła antycznych Greków. Wydał tragedie Sofoklesa i Eurypidesa, poza tym Moralia i Życiorysy Plutarcha, Ody Pindara. Wydał wraz z komentarzami Plutosa Arystofanesa, Wojnę peloponeską Tukidydesa, Prace i dni Hezjoda. Napisał komentarze do Sielanek Teokryta, Sztuki wymowy Hermogenesa, Żywota Ezopa, do którego dołączył zbiór bajek Ezopowych. Opracował Zbiór wypisów z dzieł filozofów, historyków i geografów starożytnych, zbiór antycznej poezji epickiej, przysłów ludowych, Antologię różnych epigramów, do 1606 roku jedyny znany w Europie zbiór epigramatyki greckiej. Odnalazł i przetłumaczył Geografię Ptolemeusza, wydał Arytmetykę Diofantosa. Nie poprzestał jednak na przywróceniu kulturze bizantyńskiej literatury greckiego antyku, był też pierwszym, który przyswoił jej szereg dzieł łacińskich. Przetłumaczył Dystychy Katona, Sen Scypiona Cycerona, O wojnie galijskiej Cezara, kanon pism Owidiusza, Satyry Juwenalisa, Ars minor rzymskiego gramatyka Donata (IV w.), pisma Pociecha płynąca z filozofii Boecjusza oraz traktat O Trójcy Świętej  św. Augustyna. Na przekładach Planudesa uczono się później na Zachodzie języka greckiego. Planudes opracował ponadto podręcznik gramatyki i składni greckiej: Gramatykę.
Jego dzieło kontynuowali w następnym pokoleniu uczniowie i naśladowcy. Uczeń i przyjaciel Planudesa, Manuel Moschopul (ur. ok. 1265), opracował na potrzeby szkół Pytania gramatyczne, ulubiony podręcznik humanistów epoki Odrodzenia, który uzupełnił jeszcze o Ćwiczenia. Wydał Ody Pindara, opracował krótkie i rzeczowe komentarze do poezji Hezjoda, do dwóch pierwszych pieśni Iliady, do tragedii Eurypidesa, Sielanek Teokryta i komedii Arystofanesa. Tomasz Magister (ok. 1275 – 1346), przyjaciel Moschopula, opracował Słownik rzeczowników i czasowników, wydał Triadę Sofoklesa wraz z komentarzem oraz triady tragedii Eurypidesa i Ajschylosa. Demetriusz Trykliniusz (ok. 1280 – ok. 1340) wydał Ody olimpijskie Pindara z licznymi poprawkami i komentarzami, opracował też i opatrzył komentarzami 5 tragedii Ajschylosa, tragedie Sofoklesa, komedie Arystofanesa i Sielanki Teokryta. W latach 1316–1320 wydał komentarz do poezji Hezjoda. Z innych autorów warto wymienić Jana Pediazyma, autora komentarzy do Tarczy i Teogonii Hezjoda, Syryngi Teokryta oraz do pism Arystotelesa; ucznia i przyjaciela Manuela Moschopula, Andrzeja Lopadiosa, autora Leksykonu wiedeńskiego; patriarchę Jana XIII Glykysa (ur. ok. 1250), autora traktatu O składni.

### Poeci i retorzy
Bizantyńscy poeci i retorzy XIII i XIV wieku zarabiali na życie jako urzędnicy państwowi bądź pisząc na zamówienie dworu lub arystokracji. Najwybitniejszy z poetów Manuel Holobol, sekretarz cesarza Michała VIII (1259-1282), krytykę postępowania cesarza przypłacił utratą nosa i warg, a wreszcie wygnaniem do Nicei. Napisał dwadzieścia hymnów o tematyce religijnej, przetykanych pochlebstwami skierowanymi do władców, dwie wierszowane mowy żałobne. Zasłynął też jako nauczyciel logiki, dał komentarz do Analityk Arystotelesa, tłumaczył dzieła logiczne Boecjusza.
Młodszy od niego Manuel Files, żyjący na przełomie XIII i XIV wieku, nie piastował raczej żadnego ważniejszego urzędu. W swojej poezji często skarżył się na trudne warunki materialne. Zostawił po sobie olbrzymią spuściznę ponad 20 000 utworów poetyckich. W jej skład wchodzą traktaty o zwierzętach (m.in.: O przymiotach zwierząt, Opis słonia), dialogi (Tragedia ku czci zmarłego syna cesarza, Dialog mężczyzny z duszą), epigramy i dystychy religijne, wiersze dziękczynne, polecające, pocieszające i żebracze.
Żyjący w XIII wieku Konstantyn Anagnosta napisał dedykowane, bliżej nieznanemu, sekretarzowi Konstantynowi Półjamby dziękczynne. Jerzy Lapetis, żyjący w XIV wieku na dworze władcy Cypru, jest autorem Wierszy improwizowanych na temat całej nauki, zawierających kompendium popularnej wiedzy filozoficznej, moralnej i praktycznej, przydatnej w życiu społecznym i w rodzinie. Aleksy Makrembolita, również XIV-wieczny poeta z Tesaloniki napisał Rozmowę między bogaczem a żebrakiem.

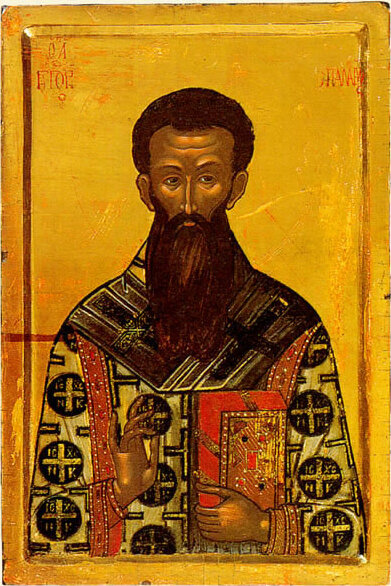
Ikona świętego Grzegorza Palamasa

W retoryce zaznaczył się Nicefor Chumnos (ok. 1250-1327), za panowania Andronika II pierwszy minister (mesadzon). W pismach retorycznych, takich jak O oddziaływaniu mów, dał się poznać jako zwolennik attycyzmu. Za wzór wymowy stawiał Izokratesa (V/IV w. p.n.e.) i Arystydesa (II w. n.e.). Był zdecydowanym zwolennikiem stylu klasycznego i drobiazgowego studiowania i naśladowania pisarzy antycznych. Swoje klasyczne wykształcenie wykorzystał do egzegezy biblijnej. Pozostawił też po sobie szereg traktatów filozoficznych poświęconych polemice ze stanowiska arystotelizmu z platonizmem, a zwłaszcza z emanacyjnym systemem neoplatońskim.
W tym samym czasie tworzył Teodor Hyrtaken, autor siedmiu deklamacji retorycznych, wśród nich: pozdrowienia cesarza Andronika powracającego do stolicy, mów pogrzebowych na cesarza Michała VIII, cesarzową Irenę i swego starszego przyjaciela Nicefora Chumnosa. Zachował się Zbiór 93 listów Hyrtakena, skierowanych do cesarzy i wysokich dygnitarzy dworskich, w których zabiegał o pomoc materialną, prosił lub dziękował. W I połowie XIV wieku działał również Teodor Pediazym autor Opisu kościoła w Serraj.

### Kontrowersja hezychastyczna
W połowie XIV wieku, w okresie wojen domowych wstrząsających Cesarstwem, przez Bizancjum przetoczył się potężny spór teologiczny wokół doktryny hezychastycznej. Jego początki wiążą się ze zdobywającą sobie rosnącą popularność w latach 30. XIV wieku doktryną mistyczną Grzegorza Synaity (ok. 1280-1346). Jej celem było ujrzenie światłości boskiej, do czego miała doprowadzić specjalna praktyka ascetyczna. W pewnym momencie, jak twierdził Synaita, modlącego się ogarniało uczucie niewypowiedzianej błogości i opromieniała niewysłowiona światłość, którą apostołowie ujrzeli na Górze Tabor. Możliwość oglądania przez mnichów wiecznego światła Bożego ostro zaatakował w drugiej połowie lat 30. Barlaam z Kalabrii (ok. 1290-ok. 1350). W obronie hezychastycznej doktryny Synaity wystąpił z kolei Grzegorz Palamas (1296-1359). W napisanych w latach 1338, 1339 i 1341 Triadach dokonał rozróżnienia pomiędzy istotą Boga (ousia – οὐσία), a energiami boskimi (energeiai – ἐνέργειαι lub dynameis – δυνάμεις), które nie zostały stworzone przez Boga, a które wyrażają Jego nieskończone działanie, oddziałują na świat i objawiają się ludziom.
Zwołany przez cesarza w Konstantynopolu sobór, dzięki poparciu megadomestyka Jana Kantakuzena, na sesji w dniu 10 czerwca 1341 potępił Barlaama za wystąpienia przeciw hezychastom, zobowiązał do ich publicznego odwołania i zaprzestania polemik. Po rychłej śmierci cesarza sytuacja uległa zmianie. Do władzy w stolicy doszło stronnictwo cesarzowej Anny, Grzegorz Palamas został uwięziony, a obrońca hezychazmu Jan Kantakuzen, wypędzony z Konstantynopola. Przewodniczący obradom soboru z 1341 roku Jan XIV Kalekas, wydał szereg dokumentów przeciw palamitom (encyklikę, list do mnichów z góry Athos, urzędowy komentarz do Tomosu soborowego), a w 1344 roku potępił Palamasa. Głównym teoretykiem antypalamizmu stał się w tych latach Grzegorz Akyndyn (zm. po 1347), autor dzieła w 6 księgach O bycie i energii oraz 6 Mów przeciw najcięższym błędom Palamasowym, w których obalał credo Palamasa.
Kolejna zmiana w sytuacji politycznej cesarstwa doprowadziła antyhezychastów do utraty poparcia cesarzowej w 1346 roku. Na początku 1347 roku Jan Kalekas został złożony ze stolicy patriarszej, a Grzegorz Palamas wypuszczony z więzienia. W maju 1347 roku Jan Kantakuzen koronował się w Konstantynopolu na cesarza. Kolejne synody w Konstantynopolu, w maju-czerwcu i lipcu 1351 roku uznały palamityzm za doktrynę prawowierną i obłożyły ekskomuniką Barlaama, Akyndyna i Nicefora Gregorasa, który w tym czasie stanął na czele antyhezychastów. Spór zresztą na tym się nie zakończył. Przewodniczący synodom w 1351 roku patriarcha Filoteusz Kokkin (ok. 1300-1379) napisał przeciw antypalamitom 15 Argumentów przeciwnych  i 14 Rozdziałów. Był też autorem Żywota Palamasa. Jego współpracownik Nil Kabazylas (ok. 1300-1363) polemizował z antyhezychastycznym stanowiskiem Barlaama i Akyndyna w Mowie. Pisał też przeciw unii Kościołów. Z argumentami Kabazylasa polemizował Jan Kyparysjota w traktacie Logoi antirretikoi, który poświęcił ponadto zwalczaniu hezychastów dzieło O herezjach. Kyparysjota napisał też Palamatikai parabaseis pierwsze systematyczne opracowanie dogmatyki Kościoła Wschodniego.

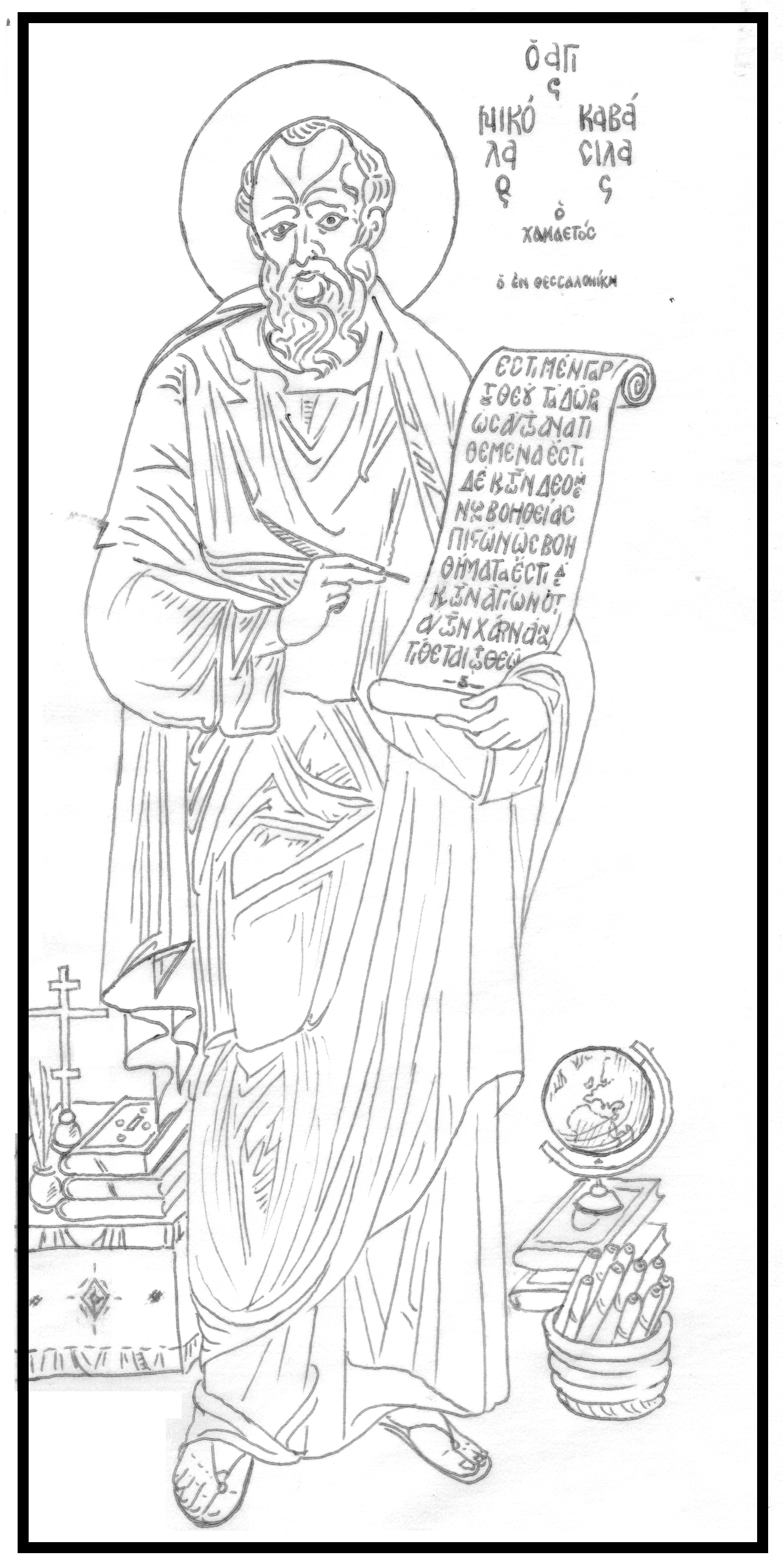
Mikołaj Kabazylas

Na obrzeżach sporu stoją dwaj inni wybitni teologowie tego okresu. Demetriusz Kydones (ok. 1324-ok. 1397) napisał wprawdzie również traktat Przeciw Palamasowi, zasadniczo był jednak zaangażowany w starania cesarza Jana V Paleologa zmierzające do zawarcia unii kościelnej. Poświęcił temu zagadnieniu O pochodzeniu Ducha Świętego i Romaios symbuleutikos. Jego dziełem jest też przetłumaczenie na grekę Summy contra gentiles św. Tomasza z Akwinu. Mikołaj Kabazylas (zm. ok. 1391), krewny Nila Kabazylasa, zdobył sławę jako autor siedmioczęściowego Życia w Chrystusie. W swoich pismach wiele miejsca poświęcił też liturgii.

### Stary i nowy romans
W zmienionej sytuacji polityczno-kulturalnej, po zdobyciu Konstantynopola przez krzyżowców w 1204 roku, zmianie uległy też gusty publiczności literackiej. Stary sofistyczny romans, wzorowany na autorach antycznych Tacjuszu i Heliodorze, powoli odszedł do przeszłości. Pojawiły się natomiast utwory nawiązujące do literatury rycerskiej Zachodu, głównie Francji, oraz do wzorów orientalnych. Teodor Meliteniota (zm. 1397) napisał jeszcze przeładowany uczonymi terminami ze wszystkich dziedzin ówczesnej wiedzy poemat Ku mądrości, adresowany do wąskiego grona wykształconych czytelników. Już jednak Niezwykła opowieść o Beltandrze i Chrysantzy z przełomu XII I XIII wieku łączyła w sobie wpływy bizantyńskiego eposu Bazyli Digenis Akritas oraz francuskiego romansu rycerskiego. Swobodna atmosfera obyczajowa opowieści przypominała Dekameron Boccaccia. Utwór opowiada o Beltandrze, źle traktowanym przez ojca rycerzu, który wyrusza na poszukiwanie przygód. W Zamku Miłości dowiaduje się, że po wielu trudach zdobędzie miłość Chrysantzy, córki króla Antiochii. Zdobywa jej miłość, choć dla ratowania życia musi poślubić garderobianą. Ostatecznie ucieka z ukochaną i bierze z nią ślub.
Pochodzący z przełomu XIII i XIV wieku Kallimach i Chrysorroe, pozostając pod wpływem sofistycznego romansu bizantyńskiego, wprowadzał elementy orientalne: schadzki zakochanych, zaczarowane przedmioty. Bohater romansu, Kallimach, wraz z dwoma braćmi, wyrusza na poszukiwanie przygód. W tajemniczym zamku zabija smoka i ocala piękną Chrysorroe. Porywa ją jednak bogaty książę, który przy pomocy zaczarowanego jabłka zabija Kallimacha. Ostatecznie przy pomocy tego samego jabłka bracia przywracają Kallimacha do życia, a ten odzyskuje ukochaną. Libistros i Rodamne romans z XIV wieku, opowiada o losach rycerza Libistrosa, który w świątyni Erosa, otrzymuje przepowiednię, że zdobędzie miłość indyjskiej księżniczki. Jakoż istotnie zyskuje ją, potem traci dziewczynę, by dopiero po wielu trudach i przeszkodach na zawsze się z nią połączyć i zostać królem Srebrnogrodu. W utworze łączą się elementy kultury francuskiej z grecko-orientalnym obrazem życia codziennego. Niemałą rolę odgrywają w nim czary: czarownica i czarodziejski pierścionek. Poemat utrzymany jest w wykwintniejszym niż Beltander i Chrysantzy tonie.
Z przełomu XIII i XIV wieku pochodzi fragment romansu Stary rycerz, będący przeróbką francuskiej powieści prozą autorstwa Gyrona le Courtois, należącej do cyklu rycerzy Okrągłego Stołu. Pod wpływem literatury francuskiej, a konkretnie Opowieści o Troi (Roman de Troie) Benoît de Sainte-Maure (XII w.), pozostaje też Iliada Konstantyna Hermoniaka, obszerny, liczący 8799 wierszy utwór, który zaczyna się od przedstawienia Homera, a kończy zemstą Hekabe.

## Schyłek

### Teologia pomiędzy Wschodem a Zachodem

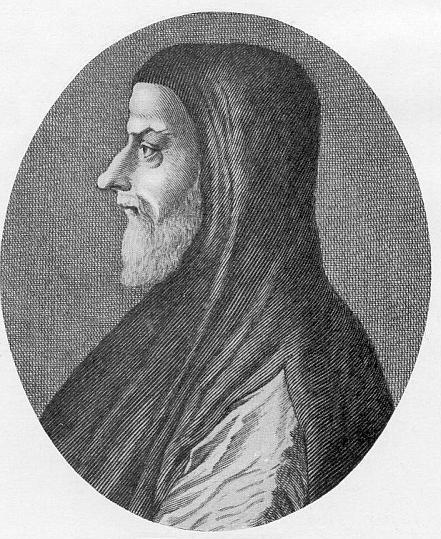
Kardynał Bessarion

Dramatyczne losy Cesarstwa w drugiej połowie XIV wieku i w pierwszej połowie wieku XV, walczącego z rosnącym w siłę państwem tureckim o przetrwanie, odbiły się też na literaturze bizantyńskiej. Zabiegi kolejnych cesarzy o pomoc z Zachodu i związane z tym kolejne projekty zawarcia unii kościelnej spowodowały, że teologia ostatnich dziesiątków lat istnienia Bizancjum rozwijała się w kontekście teologii zachodniej. Manuel Chryzoloras (ok. 1350-1415), filolog i teolog, wieloletni nauczyciel języka i literatury greckiej w różnych miastach włoskich, napisał traktat Rozdziały w obronie zachodniej doktryny o pochodzeniu Ducha Świętego. O pochodzeniu Ducha Świętego pisał również Maksym Chryzoberges (zm. ok. 1430), od 1390/1391 dominikanin w Pera, autor Traktatu. Jego brat Andrzej (zm. 1451/1456) przetłumaczył na grekę mszał dominikański, jest też autorem Apologii pism Tomasza, zwalczającej palamityzm.
Sporo polemik wywołała zawarta w 1439 roku unia Kościołów greckiego i rzymskiego. Z apologią unii wystąpił najpierw Bessarion w O jedności. Bessarion napisał też dzieło w obronie Zbioru cytatów Jana XI Bekkosa przeciw atakującemu go Palamasowi. Dwie Apologie w sprawie unii napisał też Grzegorz III Mammas, patriarcha Konstantynopola w latach 1443-1450, początkowo przeciwnik unii kościelnej, a potem jej gorący orędownik. W latach 1450–1453 inny zwolennik unii Sylwester Syropul opisał przebieg obrad soborowych. Gorącym zwolennikiem unii i jednym z najwybitniejszych teologów schyłkowego okresu literatury bizantyńskiej był Józef z Metony (ok. 1430-1500), autor między innymi Apologii soboru florenckiego i Mowy obrończej.
Przeciw unii pisał przede wszystkim biskup Efezu Marek Eugenik (1391/1392-ok. 1443) autor 57 Rozdziałów, Łacinnika, 56 Sylogizmów. Marek Eugenik jest też autorem licznych pism liturgicznych i dogmatycznych, szczególnie poświęconych obronie palamityzmu. Pisarzem antyunijnym był też jego brat Jan (ok. 1400-ok. 1453), ponadto autor pism ascetycznych i mistycznych oraz znakomitych utworów retorycznych. Przeciw unii pisał też po 1443 roku Gennadiusz II Scholar (1405-po 1472), pierwszy patriarcha Konstantynopola po upadku Bizancjum, początkowo apologeta unii, autor 8 mów w jej obronie, później jej przeciwnik, który w O pochodzeniu Ducha Świętego i Neophrona i Aeromythii, przeciwstawia się łacińskiemu wyznaniu wiary, a także łacińskim obyczajom i obrządkom. Gennadiusz pisał ponadto przeciw judaizmowi i islamowi, próbował godzić palamityzm ze scholastyką, tłumaczył pisma teologów zachodnich.

### Spór o Platona i Arystotelesa

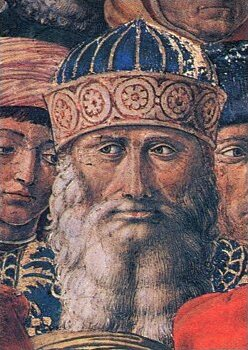
Jerzy Gemist-Pleton. Fragment fresku Benozzo Gozzoliego

Sobór we Florencji doprowadził też do ujawnienia innego jeszcze sporu nurtującego bizantyńskich uczonych. W warunkach wspólnego zamieszkiwania całej delegacji osiągnął on swój punkt kulminacyjny. Adwersarze nie kryli przed katolickimi słuchaczami istoty kontrowersji, która dotyczyła pierwszeństwa Platona lub Arystotelesa w wykładzie wiary chrześcijańskiej. Główny polemista Jerzy Gemist-Pleton (ok. 1355-ok. 1450) zajmował w tych dyskusjach stanowisko zdecydowanie platońskie i antyarystotelesowe. Był to platonizm szczególnego rodzaju. Pozostawał pod silnym wpływem doktryny Plotyna i filozofów aleksandryjskich z II wieku po Chrystusie. Pleton głosił ponadto, że wszechświat posiada ukryty sens, objawiony w ezoterycznych pismach Hermesa Trismegistosa i Pseudo-Dionizego Areopagity. Swoimi wystąpieniami oddział bardzo silnie na uczonych włoskich. Specjalnie dla nich napisał we Włoszech pracę O różnicy między Arystotelesem i Platonem. W innych swoich pracach Mowie doradczej i O prawach domagał się reformy politycznej i religijnej, polegającej na powrocie do religii pogańskiej.
Stanowisko Pletona wywołało gwałtowną reakcję. Jerzy z Trapezuntu (1395-1484) w Comparationes philosopharum Aristotelis et Platonis (wyd. w Wenecji 1523), zaatakował Gemista-Pletona, wskazując na platonizm jako na źródło epikureizmu, orygenizmu i arianizmu. Przeciw Jerzemu z Trapezuntu pisał z kolei, uczeń Pletona i kardynał Kościoła rzymskiego, Bessarion (1408-1472), który w In calumniatorem Platonis, podjął się obrony Platona. Nie pojmował jednak platonizmu jako zupełnej alternatywy dla filozofii Arystotelesa, dążył raczej do rewizji późnych, krańcowych interpretacji jego myśli i do uzgodnienia obydwu filozofów w duchu Plotyna, czym silnie oddziałał na Akademię Florencką. Obrony Platona podjął się też Jan Argiropul (ok. 1415-1487) tłumacz Etyki nikomachejskiej Arystotelesa, Isagoge i Peri psyches Porfiriusza. Filozoficznie bliski platonizmowi, we wstępie do Porfiriusza odnowił platońską teorię idei, przypisując im niezależne od rzeczy realnych istnienie. W obronie arystotelizmu, przeciw Bessarionowi i Pletonowi, którego oskarżał o ateizm pisał też Gennadiusz II Scholar.

### Poezja na wyspach
Upadek znaczenia politycznego Konstantynopola, począwszy od końca XIV wieku, przyniósł też utratę jego znaczenia kulturowego. W XV wieku rolę centrum kulturalnego przejęła Morea. Poezja rozkwitła również na wyspach Morza Egejskiego. Na dworze despotów Morei działał w XV wieku Mazaris, autor Podróży Mazarisa do Hadesu, satyrycznego dialogu opisującego stosunki panujące na dworze w Mistrze. Z Rodos pochodzą powstałe na przełomie XIV i XV wieku Rodyjskie pieśni miłosne. Na Rodos tworzył też w drugiej połowie XV wieku Emanuel Georgilas Limenites, autor Czarnej śmierci na Rodos i Opowieści historycznej o Belizariuszu. Na weneckiej Krecie żył i tworzył Stefan Sachlikis, autor autobiograficznych i dosyć swobodnych Zapisków i strof, ukazujący w swojej poezji życie starej arystokracji bizantyńskiej pod panowaniem weneckim. Z XV wieku pochodzi również niewielki poemat Czas wolny po pracy, autorstwa Bergadesa.

### Koniec romansu
Przełom XIV i XV wieku przyniósł dwa romanse będące przeróbkami utworów francuskich. Pochodzący z przełomu XIV i XV stulecia romans Florios i Platzia Flore jest tłumaczeniem popularnej na Zachodzie francuskiej opowieści ludowej Floire et Blanceflor. Utwór opowiada o miłości saraceńskiego królewicza Floriosa i córki branki królewskiej Platzii Flory. Młodzi doświadczają wielu przeszkód ze strony rodziców Floriosa, wszystkie je jednak pokonują dzięki zaczarowanemu pierścieniowi podarowanemu ukochanemu przez Platzię Florę. XV-wieczny romans Imberios i Margarona jest wzorowany na staroprowansalskiej powieści rycerskiej Pierre de Provence et la belle Maguelonne. Imberios, syn króla Prowansji, zdobywa w turnieju rękę pięknej Margarony, porwany następnie przez piratów, po wielu przygodach odnajduje ją ukrytą w klasztorze. Na motywach francuskich został też oparty XV-wieczny romans Achilleida osnuty wokół postaci Achillesa. Achilles porywa Poliksenę, żonę cudzoziemskiego króla. Po jej śmierci udaje się pod Troję, gdzie ginie zamordowany podstępnie w kościele przez brata Polikseny. Opowieść kończy się zdobyciem Troi przez Greków. Przeróbką łacińskiej wersji antycznego romansu jest z kolei pochodząca z przełomu XIV i XV wieku Opowieść o ciężko doświadczonym Apoloniuszu z Tyru. Apoloniusz król Tyru zdobywa, jako rozbitek rękę córki króla Trypolisu. Ta umiera w podróży przy porodzie, a maleńka córka zostaje oddana pod opiekę. Po latach porwaną przez piratów i sprzedaną do domu publicznego córkę Apoloniusz odnajduje w Mitylenie. Okazuje się, że również żona Apoloniusza nie umarła i wszystko kończy się szczęśliwie. Pod koniec istnienia Cesarstwa wielką popularnością cieszył się też romans o bizantyńskim bohaterze z VI wieku Belizariuszu. Utwór zachował się w kilku wersjach, najdoskonalszą z nich, zatytułowaną Opowieść historyczna o Belizariuszu opracował pod koniec XV wieku Emanuel Georgilas Limenites.

### Upadek

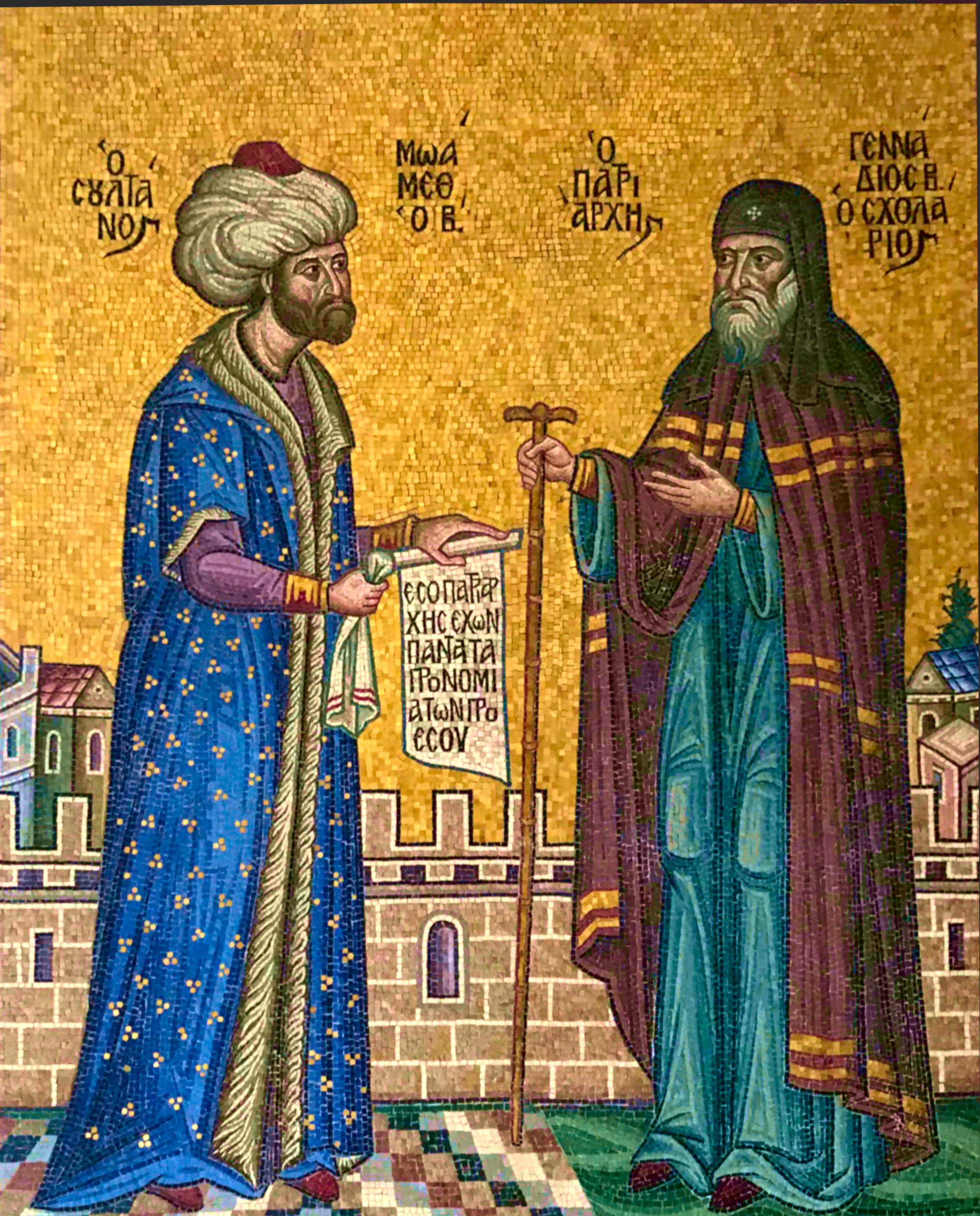
Gennadiusz II i Mehmed II

Z ostatnich lat istnienia Bizancjum pozostało też sporo świadectw dotyczących walk z Turkami. Z lat dwudziestych XV wieku zachowały się Opowiadanie o oblężeniu Konstantynopola Jana Kanana, opisujące oblężenie stolicy przez wojska sułtana Murada II w 1422 roku i Opowiadanie o zdobyciu Tesaloniki Jana Anagnosty, relacjonujące czterodniowe oblężenie zakończone zdobyciem miasta przez Turków w 1423 roku. Z lat 40. pochodzi wierszowana relacja Bitwa pod Warną Zotyka Paraspondyla. Szczególnie dużo utworów literackich wiąże się ze zdobyciem Konstantynopola przez Turków w 1453 roku. Najwcześniejsze z nich jest, oparte na encyklice metropolity kijowskiego, wierszowane Zdobycie Konstantynopola, prawdopodobnie autorstwa Emanuela Limenitesa. Późniejszy Żal nad Konstantynopolem przybiera formę trenu o upadki miasta. Dialogiem pomiędzy patriarchami Konstantynopola, Antiochii, Aleksandrii i Jerozolimy jest Tren czterech patriarchów. Szczególnym rodzajem dialogu, toczonego przez Wenecję i Konstantynopol są też Żale.
Schyłek istnienia Cesarstwa zaowocował też czterema znakomitymi dziełami historycznymi. Ateńczyk Laonik Chalkokondyles (ok. 1430-ok. 1470), związany z dworem despoty Morei, napisał Wykład historii w 10 księgach, obejmujący lata 1298-1463. Jest to dzieło, po raz pierwszy w dziejach historiografii bizantyńskiej, napisane z pozycji tureckich. Opisuje pochodzenie Turków, wzrost ich potęgi, a przyczynę upadku Konstantynopola uznaje za karę za zburzenie przez Greków azjatyckiej Troi. Stojący na gruncie polityki progenueńskiej historyk Dukas (ok. 1400-1470) jest autorem dzieła, którego tytuł zaginął, opisującego historię Bizancjum w latach 1341-1462. Również Dukas sporo miejsca poświęca rozrostowi potęgi tureckiej pomiędzy 1204 a 1359 rokiem. Przyczynę upadku Cesarstwa upatruje w karze Bożej za nieprawości jego mieszkańców. Jerzy Sfrantzes (1401-ok. 1478) jest autorem Kroniki opisującej losy Bizancjum w latach 1413-1477, będącej rodzajem osobistego dziennika, mającego układ annalistyczny i ograniczonego do Konstantynopola, Morei i dynastii Paleologów. Ostatni wybitny historyk tego okresu Michał Kritobul (zm. ok. 1470) był sekretarzem sułtana Mehmeda II. Po odejściu z jego służby napisał Dzieje, w których przedstawił wydarzenia z lat 1451-1467 (to jest od wstąpienia Mehmeda II na tron, po podbój przez Turków Albanii).